# Plagiomyia longipes
Plagiomyia longipes là một loài ruồi trong họ Tachinidae.